# المسوح (الحد)

تعديل مصدري - تعديل

المسوح هي إحدى قرى عزلة الحد بمديرية الحد التابعة لمحافظة لحج، بلغ تعداد سكانها 275 نسمة حسب تعداد اليمن لعام 2004.